# Elisabeth Alexandrine van Mecklenburg-Schwerin
Elisabeth Alexandrine van Mecklenburg-Schwerin (Schwerin, 10 augustus 1869 — Heerlijkheid Schaumburg, 3 september 1955), was een hertogin uit het huis Mecklenburg-Schwerin.
Zij was de dochter van Frederik Frans II van Mecklenburg-Schwerin, uit diens derde huwelijk met Marie van Schwarzburg-Rudolstadt. Uit dat huwelijk was zij het oudste kind. Ze was de oudere zuster van prins Hendrik, de gemaal van koningin Wilhelmina. Zij werd in de familie Biene genoemd.
Zelf trouwde ze, op 24 oktober 1896 te Schwerin met Frederik August, groothertog van Oldenburg. 
Uit dit huwelijk werden vijf kinderen geboren:
- Nicolaas Frederik Willem (1897-1970), gehuwd met Helena (1899-1948), dochter van Frederik van Waldeck-Pyrmont
- Alexandrine en Frederik August (25 maart 1900 - 26 maart 1900)
- Ingeborg (1901-1996), gehuwd met Stephan Alexander Victor (1891-1965), zoon van George van Schaumburg-Lippe
- Altburg Marie Mathilde Olga (1903-2001), gehuwd met Jozias, zoon van Frederik van Waldeck-Pyrmont

Elisabeth voelde zich na de geboorte van hun jongste dochter steeds meer verwaarloosd en ongepast behandeld door haar man. In 1904 begon ze een relatie met de tutor van haar kinderen. Een nieuwe relatie tussen de groothertogin en professor Johann Schütte (1873-1940) leidde in 1909 tot de planning van haar ontsnapping uit Oldenburg. Ze kreeg echter door toedoen van haar man de diagnose 'psychische stoornis' en in het voorjaar van 1909 ging ze naar een kliniek in Zwitserland in de buurt van Konstanz. Omdat de Zwitserse autoriteiten niet wilden deelnemen aan de bewaking en controle van de groothertogin, werd zij overgebracht naar de kliniek Hohe Mark in de buurt van Frankfurt. De groothertogin woonde sinds 1910 met haar moeder Marie in kasteel Raben Steinfeld bij Schwerin. Prins Albert van Sleeswijk-Holstein-Sonderburg-Augustenburg (1869–1931) was haar voogd sinds juli 1910. Met de goedkeuring van haar neef Frederik Frans IV nam ze grotendeels ongehinderd deel aan het sociale leven in Schwerin. De omgang met haar kinderen was tot 1914 zeer beperkt. Tot een scheiding is het nooit gekomen, haar echtgenoot overleed in 1931.
Via de families Waldeck-Pyrmont en Mecklenburg-Schwerin is het Huis Oldenburg verwant aan het Nederlandse koningshuis. Tot aan de Tweede Wereldoorlog waren er nauwe contacten.